# Gustav von Weller
Gustav Karl Friedrich Franz von Weller (* 4. September 1820 in Berlin; † 6. November 1891 in Oels) war ein preußischer Generalmajor und Kommandeur der 57. Infanterie-Brigade.

## Leben

### Herkunft
Gustav war ein Sohn des preußischen Majors und Adjutanten beim Generalkommando des II. Armee-Korps Franz von Weller (1790–1821) und dessen Ehefrau Emilie, geborene Wildgans (1800–1865).

### Werdegang
Weller erhielt seine Schulbildung auf dem Gymnasium in Brandenburg an der Havel und auf der dortigen Ritterakademie. Anschließend besuchte er die Kadettenhäuser in Potsdam sowie in Berlin und wurde am 10. August 1837 mit Patent vom 4. September 1837 als Sekondeleutnant der 2. Schützen-Abteilung der Preußischen Armee überwiesen. Von 1842 bis 1845 war er Adjutant und absolvierte von Oktober 1846 bis 1851 zur weiteren Ausbildung die Allgemeine Kriegsschule. Dieses Kommando wurde 1848 unterbrochen und Weller nahm bei der Niederschlagung des Aufstands in der Provinz Posen am Gefecht bei Raczlow teil. Am 21. November 1848 wurde er in das 5. Jäger-Bataillon versetzt. Zu einer weiteren Unterbrechung kam es 1849 anlässlich der Badischen Revolution. In Baden nahm er an den Gefechten bei Ladenburg, Steinmauern, am Federbach und der Belagerung von Rastatt teil. Für sein Wirken erhielt Weller das Ritterkreuz des Ordens von Zähringer Löwen.
Bis Mitte Juli 1852 avancierte Weller zum Hauptmann und war ab Oktober 1852 auf zwei Jahre zum 10. Infanterie-Regiment kommandiert. Unter Versetzung in das 11. Infanterie-Regiment kommandierte man ihn am 8. Februar 1859 als Adjutant der 11. Division und mit der Beförderung zum Major wurde er am 1. Juli 1860 in das Westfälische Infanterie-Regiment Nr. 56 versetzt sowie am 30. September 1860 zum Bataillonskommandeur ernannt. Daran schloss sich am 29. September 1861 eine Verwendung als Kommandeur des 1. Schlesischen Jäger-Bataillons Nr. 5 in Görlitz an. Während des Deutsch-Dänischen Krieges war er vom 1. September bis zum 15. Dezember 1864 an die polnische Grenze kommandiert. Am 18. Juni 1865 wurde er zum Oberstleutnant befördert und führte sein Bataillon im Jahr darauf im Krieg gegen Österreich bei Nachod, Skalitz, Schweinschädel, Gradlitz und Königgrätz. Ausgezeichnet mit dem Kronen-Orden III. Klasse mit Schwertern wurde Weller am 30. Oktober 1866 zum Oberst befördert und als Kommandeur des 1. Schlesischen Grenadier-Regiments Nr. 10 nach Breslau versetzt.
Im Krieg gegen Frankreich führte Weller sein Regiment im Gefecht bei Chevilly und erhielt dafür aus der Hand des Kronprinzen das Eiserne Kreuz II. Klasse. Bei der Belagerung von Paris verunglückte er am 15. November 1870 durch einen Sturz vom Pferd und brach sich den Arm. Für ihn übernahm Oberstleutnant Baumeister die Führung des Regiments. Nach dem Friedensschluss wurde er am 2. November 1871 zum Generalmajor befördert und zum Kommandeur der 57. Infanterie-Brigade ernannt. In dieser Stellung erhielt er anlässlich des Ordensfestes im Januar 1873 den Roten Adlerorden III. Klasse mit Schleife. Am 16. Oktober 1873 nahm Weller seinen Abschied mit Pension und wurde am 5. März 1874 mit Pension zur Disposition gestellt.
Er starb am 6. November 1891 in Oels, war Ritter des Johanniterordens.

### Familie
Weller heiratete am 29. Dezember 1846 in Berlin Auguste Schwickart (1824–1866), eine Tochter des Generalarztes Karl Ludwig Schwickart. Nach ihrem Tod heiratete er am 16. November 1867 in Breslau Henriette von Szymanski (1834–1909), eine Tochter des Gutsbesitzers Michael von Szymonski. Aus den Ehen gingen folgende Kinder hervor:
- Fritz (1848–1928), preußischer Generalleutnant ⚭ 1882 Klara Michels (1868–1937)
- Kurt (1864–1926), preußischer Major
- Paul (* 1870), preußischer Oberst a. D. ⚭ 1894 Johanna Helene Bärentz (* 1874). Deren Tochter Margarete (* 1895) heiratete 1920 den späteren deutschen Generalleutnant Conrad von Cochenhausen (1888–1941).